# Tetraedro trirrectangular

Un tetraedro trirrectangular se puede construir con un octante del sistema de coordenadas y un plano que cruza los 3 ejes a distancias conocidas desde el origen, con las condiciones de que:
- x>0
- y>0
- z>0
- x/a+y/b+z/c<1

En geometría, un tetraedro trirrectangular (o también tetraedro trirrectángulo) es un tetraedro donde los tres ángulos de las caras que convergen en un vértice son ángulos rectos. Este vértice se llama ángulo recto del tetraedro trirrectangular y la cara opuesta se llama base. Las tres aristas que se encuentran en el ángulo recto se denominan "catetos" y la perpendicular desde el ángulo recto a la base se denomina "altura" del tetraedro.
Solo el grafo bifurcado del grupo afín de Coxeter {\displaystyle B_{3}} se corresponde con el dominio fundamental del tetraedro trirrectangular.

## Fórmulas métricas
Si los catetos tienen longitudes a, b, c, entonces el tetraedro trirrectangular tiene el volumen
{\displaystyle V={\frac {abc}{6}}.}
La altura h satisface que:
{\displaystyle {\frac {1}{h^{2}}}={\frac {1}{a^{2}}}+{\frac {1}{b^{2}}}+{\frac {1}{c^{2}}}.}
El área {\displaystyle T_{0}} de la base está dada por
{\displaystyle T_{0}={\frac {abc}{2h}}.}

## Teorema de De Gua
Si el área de la base es {\displaystyle T_{0}} y las áreas de las otras tres caras (en ángulo recto) son {\displaystyle T_{1}}, {\displaystyle T_{2}} y {\displaystyle T_{3}}, entonces:
{\displaystyle T_{0}^{2}=T_{1}^{2}+T_{2}^{2}+T_{3}^{2}.}
Esta es una generalización del teorema de Pitágoras a un tetraedro.

## Solución entera

### Cuerpo perfecto

Bipirámide trirrectangular con aristas (240, 117, 44, 125, 244, 267, 44, 117, 240)

El área de la base (a,b,c) es siempre (Gua) un número irracional. Así, un tetraedro trirrectangular con aristas enteras nunca es un cuerpo perfecto. La bipirámide trirrectangular (6 caras, 9 aristas, 5 vértices) construida a partir de estos tetraedros trirrectangulares (o de las formas giradas a la izquierda relacionadas) conectados en sus bases tienen aristas, caras y volumen racionales, pero la distancia diagonal interior entre los dos vértices trirrectangulares sigue siendo irracional. Esta última es el doble de la "altura" del tetraedro trirrectangular y una parte racional de la distancia diagonal irracional del "ladrillo de Euler" relacionado (bc, ca, ab).

### Aristas enteras
Existen tetraedros trirrectangulares con catetos enteros {\displaystyle a,b,c} y lados {\displaystyle d={\sqrt {b^{2}+c^{2}}},e={\sqrt {a^{2}+c^{2}}},f={\sqrt {a^{2}+b^{2}}}} del triángulo base, como por ejemplo {\displaystyle a=240,b=117,c=44,d=125,e=244,f=267} (descubierto en 1719 por Halcke). Aquí hay algunos ejemplos más con catetos y lados enteros:
```
    a        b        c        d        e        f 
```

```
   240      117       44      125      244      267
   275      252      240      348      365      373
   480      234       88      250      488      534
   550      504      480      696      730      746
   693      480      140      500      707      843
   720      351      132      375      732      801
   720      132       85      157      725      732
   792      231      160      281      808      825
   825      756      720     1044     1095     1119
   960      468      176      500      976     1068
  1100     1008      960     1392     1460     1492
  1155     1100     1008     1492     1533     1595
  1200      585      220      625     1220     1335
  1375     1260     1200     1740     1825     1865
  1386      960      280     1000     1414     1686
  1440      702      264      750     1464     1602
  1440      264      170      314     1450     1464
```

Téngase en cuenta que algunos de estos ejemplos son múltiplos de otros más pequeños. La sucesión (sucesión A031173 en OEIS) recoge estos valores.

### Caras enteras
Existen tetraedros trirrectangulares con caras enteras {\displaystyle T_{c},T_{a},T_{b},T_{0}} y altura h, como por ejemplo: {\displaystyle a=42,b=28,c=14,T_{c}=588,T_{a}=196,T_{b}=294,T_{0}=686,h=12} sin o {\displaystyle a=156,b=80,c=65,T_{c}=6240,T_{a}=2600,T_{b}=5070,T_{0}=8450,h=48}, con {\displaystyle a,b,c} coprimos entre sí.